# Zinsgünstiges Darlehen
Ein Zinsgünstiges Darlehen, auch Soft Loan oder konzessionärer Kredit genannt, ist ein Darlehen mit einer Zinsrate, die unter dem üblichen Marktwert liegt. Diese Form der Finanzierung wird auch Soft Financing genannt. Oft sind zinsgünstige Darlehen mit weiteren Zugeständnissen für den Darlehensnehmer verbunden, wie etwa langer Zahlungsaufschub oder Zinstilgungen. Zinsgünstige Darlehen werden üblicherweise von Regierungen für Projekte erteilt, die als fördernswert erachtet werden. Die Weltbank und andere Entwicklungsinstitutionen vergeben zinsgünstige Darlehen an Entwicklungsländer.
Mit dem günstigen Darlehenszins können auch weitere Gegenleistungen verbunden sein. Ein Beispiel dafür ist das Darlehen der Export-Import Bank der Volksrepublik China, die im Oktober 2004 ein Darlehen in der Höhe von zwei Milliarden US-Dollar für den Aufbau von Infrastruktur an Angola erteilte. Im Gegenzug wurden seitens der angolanischen Regierung diverse Off-Shore Ölnutzungsvereinbarungen an China erteilt.